# Volker Steinkraus
Volker Steinkraus (* 16. Februar 1954 in Hamburg) ist ein deutscher Arzt und Professor für Dermatologie.

## Leben
Nach dem Abitur war Volker Steinkraus von 1973 bis 1975 Soldat an der Bundeswehrsportschule Warendorf, wurde 1974 Deutscher Mannschaftsmeister im Modernen Fünfkampf und platzierte sich im Reitsport in der Vielseitigkeit bis zur Klasse S. Von 1976 bis 1978 war er Auszubildender bei Berenberg, Gossler & Co. in Hamburg. Im Anschluss studierte Steinkraus am College of Art, Literature and Science der University of Michigan in Ann Arbor, USA. Danach absolvierte er sein Medizinstudium an der Universität des Saarlandes. Steinkraus promovierte am Institut für Sport- und Leistungsmedizin, Saarbrücken. Nach der medizinischen Ausbildung arbeitete Steinkraus als wissenschaftlicher Mitarbeiter am Universitäts-Krankenhaus Eppendorf in der Abteilung für Herz-, Thorax- und Gefäßchirurgie und für 2 Jahre als Stipendiat im Institut für Pharmakologie und Toxikologie der Universität Hamburg. Danach wechselte er in die Universitätshautklinik. 1993 bestand Steinkraus die Facharztprüfung für Dermatologie und Venerologie und habilitierte sich noch im gleichen Jahr an der Universität Hamburg für das Fach Dermatologie und Venerologie. Später folgten die Zusatzbezeichnungen Allergologie und Dermatohistologie. Von 1993 bis 1994 absolvierte er einen Studienaufenthalt auf dem Gebiet der Dermatopathologie an der Thomas Jefferson University in Philadelphia, USA.
Nach Stationen als Oberarzt wurde Steinkraus 1996 Professor für Dermatologie und später kommissarischer ärztlicher und geschäftsführender Direktor der Hautklinik der Universität Hamburg.
1997 gründete Steinkraus das Dermatologikum Hamburg und das Hautforschungsinstitut Skin Investigation und Technology Hamburg. 1999 folgte das Skin Biology Center. 
Die von Steinkraus gegründete Stiftung Dermatologikum Hamburg unterstützt junge ausländische Ärzte aus medizinisch förderungsbedürftigen Ländern und hat in den letzten 20 Jahren über 30 Ärzte mit Ausbildungsstipendien am Dermatologikum Hamburg gefördert.

## Verbandsfunktionen
- Wissenschaftlichen Beirat der Deutschen Rosazea Hilfe

## Auszeichnungen
- 1993: Dr.-Martini-Preis für wissenschaftliche Leistungen

## Schriften
- mit K. Reich und M. A. Schlolaut: Haut: gesund, schön, gepflegt. DuMont Buchverlag, Köln 2011.
- Geheimnisse schöner Haut: was Antiaging und Kosmetik leisten. 2. Auflage. Krüger, Frankfurt am Main 2006.
- Aktinische Keratosen (Carcinomata in situ). Springer, Berlin 2004.

- mit B. Burnworth, S. Arendt, S. Muffler, E. B. Brocker, C. Birek, W. Hartschuh, A. Jauch und Boukamp P: The multi-step process of human skin carcinogenesis: a role for p53, cyclin D1, hTERT, p16, and TSP-1. In: Eur J Cell Biol. 86(11-12), 2007, S. 763–780.
- Architektur und Haut. In: International Magazine of Design. 50(5), 2004, S. 48–50.
- mit J. C. Mak, U. Pichlmeier, H. Mensing, J. Ring und P. J. Barnes: Autoradiographic mapping of beta- adrenoceptors in human skin. In: Archives of Dermatological Research. 288(9), 1996, S. 549–553.
- Psoriasis – Klinik und Pathophysiologie. In: Med Welt. 46, 1995, S. 252–259.
- mit T. Lange, D. Abeck, H. Mensing und J. Ring: Cutaneous metastases from carcinoma of the prostate. In: Journal of the American Academy of Dermatology. 32(4), 1995, S. 665–666.
- mit M. Steinfath, L. Stove, C. Korner, D. Abeck und H. Mensing: Beta- adrenergic receptors in psoriasis: Evidence for down- regulation in lesional skin. In: Archives of Dermatological Research. 285(5), 1993, S. 300–304.
- mit M. Steinfath, C. Korner und H. Mensing: Binding of beta-adrenergetic receptors in human skin. In: Journal of Investigative Dermatology. 98(4), 1992, S. 475–480.
- mit C. Korner, M. Steinfath und H. Mensing: High density of beta2- adrenoceptors in a human keratinocyte cell line with complete epidermal differentiation capacity (HaCaT). In: Archives of Dermatological Research. 283(5), 1991, S. 328–332.
- mit M. Nose, H. Mensing und C. Korner: Radioligand binding characteristics of beta2- adrenoceptors of cultured melanoma cells. In: British Journal of Dermatology. 123(2), 1990, S. 163–170.
- mit M. Nose, H. Scholz und K. Thormahlen: Time course and extent of alpha1- adrenoceptor density changes in rat heart after beta-adrenoceptor blockade. In: British Journal of Pharmacology. 96(2), 1989, S. 441–449.

| Personendaten    | Personendaten                                 |
| ---------------- | --------------------------------------------- |
| NAME             | Steinkraus, Volker                            |
| KURZBESCHREIBUNG | deutscher Arzt und Professor für Dermatologie |
| GEBURTSDATUM     | 16. Februar 1954                              |
| GEBURTSORT       | Hamburg                                       |